# Bhutanische Fußballnationalmannschaft (U-20-Männer)
Die bhutanische U-20-Fußballnationalmannschaft ist eine Auswahlmannschaft bhutanischer Fußballspieler. Sie steht unter Kontrolle durch die Bhutan Football Federation und repräsentiert den Verband international auf U-20-Ebene. Bislang trat die Mannschaft in der Qualifikationsphase zu Wettbewerben der AFC und der SAFF-Meisterschaft an.

## Geschichte
Das erste bekannte Spiel der Mannschaft fand am 25. Oktober 2011 während der Qualifikationsphase zur Asienmeisterschaft 2012 statt. Mit 3:0 unterlag die Mannschaft der aus Katar. Im weiteren Verlauf der Qualifikation konnte auch kein anderes Ergebnis als eine Niederlage erzielt werden. Die höchste war dabei ein 0:6 gegen die Mannschaft aus Tadschikistan am 27. Oktober 2011. Bei der darauffolgenden Asienmeisterschaft 2014 trat die Mannschaft nicht in der Qualifikationsphase an. Erst in der Qualifikationsphase zur Asienmeisterschaft 2016 bestritt die Mannschaft wieder ein paar Spiele. Dabei fuhr das Team gleich im ersten Spiel am 2. Oktober 2015 mit 0:7 gegen Usbekistan die höchste Niederlage bisher ein. Darauf gelang aber auch der erste Punktgewinn in einem Pflichtspiel. Gegen Bangladesch erzielte die Mannschaft am 4. Oktober 2015 ein 1:1. Dies sollte aber auch der einzige Punktgewinn werden und Bhutan landete am Ende der Runde auf dem letzten Platz.
In die SAFF-U-18-Meisterschaft im Jahr 2017 ging die Mannschaft als Gastgeber ins Turnier. Gleich das erste Spiel am 18. September 2017 gegen die Malediven endete mit einem 1:0-Sieg für Bhutan. Laut Angaben des Verbandes, war dies der erste Sieg für die Mannschaft. Im gleichen Turnier gelang auch noch ein 1:0-Sieg gegen die Mannschaft aus Nepal. Dies sollten am Ende jedoch die einzigen beiden Erfolge bleiben. Mit sechs Punkten kam die Mannschaft auf den vierten und damit vorletzten Platz.
An der Qualifikation zur Asienmeisterschaft 2018 nahm die Mannschaft wie auch schon 2014 nicht teil. In der SAFF-Meisterschaft 2019 war die Mannschaft durchaus erfolgreich. Mit 3:0 besiegte das Team am 22. September 2019 Nepal und fuhr damit seinen bislang höchsten Sieg ein. Nach einem weiteren Unentschieden gegen die Malediven ging es für die Mannschaft als Gruppenkopf in die K.-o.-Runde. Dort traf das Team dann am 27. September 2019 auf Bangladesch gegen das es eine 0:3-Niederlage gab.
Die Qualifikation zur Asienmeisterschaft 2021 endete mit drei Punkten auf dem dritten Platz der Gruppe E, der einzige Sieg gelang am 10. November 2019 mit einem 2:1 gegen Bangladesch.